# Nízkouhlíková strava
Nízkouhlíková strava je pojem, který se týká volby životního stylu vedoucího ke snížení emisí skleníkových plynů, na základě rozhodnutí spotřebitele. Odhaduje se, že například v USA je potravinářský průmysl odpovědný nejméně za 20 procent skleníkových plynů. Je možné, že tento odhad je ještě nízký, neboť počítá pouze s jejich přímými zdroji. Nepřímé zdroje, například dovoz potravinářských výrobků ze zahraničí, se většinou nepočítají. Nízkouhlíková strava minimalizuje emise uvolněné během výroby, balení, zpracování, přepravy a přípravy jídla a likvidace nespotřebovaných potravin. Mezi hlavní principy nízkouhlíkové stravy patří používání masa a mléčných výrobků z malovýroby, snížení spotřeby potravin z průmyslové velkoprodukce obecně, konzumace potravin vyráběných a pěstovaných v místě spotřeby, používání potravin s minimálním balením a snižování množství potravinářských odpadů volbou správné velikosti porce, recyklací a kompostováním.

## Celkové trendy
Britská studie z roku 2014, která se zabývala reálnými stravovacími návyky Britů odhadla uhlíkovou stopu jednotlivých stravovacích návyků takto (v kilogramech ekvivalentu oxidu uhličitého za den).
- 7,19 kg pro vysokou denní spotřebu masa (≥100 g/den),
- 5,63 kg pro střední denní spotřebu masa (50-99 g/den),
- 4,67 kg pro nízkou denní spotřebu masa (<50 g/den),
- 3,91 kg pro jídelníček, který z masa obsahuje pouze ryby,
- 3,81 kg pro vegetariánskou stravu,
- 2,89 kg pro veganskou stravu.

## Stravování a emise skleníkových plynů
Potravinářský průmysl produkuje čtyři důležité skleníkové plyny: oxid uhličitý, metan, oxid dusný a chlor-fluorované uhlovodíky. Při dopravě potravin letecky, po vodě, kamiony i železnicí jsou využívána v jisté míře fosilní paliva (jako je ropa a benzín) a uvolňuje se oxid uhličitý (CO2) Chlor-fluorované uhlovodíky (CFC) unikají také z chladicích zařízení pro skladování a dopravu potravin. Zemědělství patří mezi antropogenní zdroje emisí metanu (chovy přežvýkavců, nakládání s hnojem, pěstování rýže v mokřadech). Antropogenní zdroje oxidu dusného v potravinářství jsou hnojiva, hnůj, zbytky plodin a pěstování dusíkatých plodin.
Odhaduje se, že živočišná výroba představuje 18 % antropogenních emisí skleníkových plynů vyjádřených jako ekvivalenty oxidu uhličitého. Z této částky tvoří 34 procent emise oxidu uhličitého z odlesňování, zejména ve střední a Jižní Americe, kde dochází ke kácení pralesů a jsou přeměňovány v pastviny pro živočišnou výrobu. V některých zemích ale naopak dochází k nárůstu plochy lesa, např. ve Spojených státech a Kanadě.
Z emisí ze živočišné výroby představuje cca 30 % metan. Koncentrace metanu v ovzduší ale v posledních letech příliš nerostla. Jedinou výjimkou byl rok 2007, kdy byl příčinou nárůstu metanu pravděpodobně anomální metanový tok z přírodních mokřadů, převážně v tropických oblastech.
Zdroje živočišného původu (včetně enterické fermentace a hnoje) představují v případě USA přibližně 3,1 procenta antropogenních emisí skleníkových plynů vyjádřených jako ekvivalent oxidu uhličitého. Tento odhad EPA je založen na metodologiích, na nichž se dohodla Konference smluvních stran Rámcové úmluvy OSN o změně klimatu.
Studie z roku 2016, zveřejněná v časopise Nature Climate Change, dospěla k závěru, že klimatické daně na maso a mléko by vedly k výraznému snížení emisí skleníkových plynů a zároveň by vedly ke zdravějšímu stravování. Takové daně by musely být navrženy pečlivě: výjimky a dotování pro některé skupiny potravin, selektivní kompenzace ztráty příjmů a využití části příjmů na podporu zdraví. Studie analyzovala daně ve výši 40 % na hovězí a 20 % na mléko a jejich vliv na spotřebu, emise do ovzduší a distribuci. Optimální plán by snížil emise o 1 miliardu tun ročně – což je podobné množství emisí, jako má v celosvětovém měřítku letecká doprava.

## Možnosti výběru potravin s vysokým obsahem uhlíku či s nízkým obsahem uhlíku

Potenciál globálního oteplování jednotlivých skupin potravin: výsledek hodnocení životních cyklů v roce 2017

Některé potraviny vyžadují při výrobě vyšší použití fosilních paliv než jiné, proto lze výběrem potravin s nízkými emisemi uhlíku snížit uhlíkovou stopu .
Dle zprávy Programu OSN pro životní prostředí z června 2010 je zapotřebí globální posun směrem k veganské stravě, aby bylo zamezeno hladu, nedostatku paliv a změně klimatu.
Cundiff a Harris píší: „Americká dietetická asociace (ADA) a Kanadská dietetická společnost ve svém stanovisku oficiálně uznávají, že dobře plánovaná veganská a vegetariánská strava je vhodná v kojeneckém a dětském věku. S tímto názorem souhlasí i Americká akademie pediatrie. Vegetariánská strava ale vyžaduje pečlivé volby, aby zajistila dostatečnou výživu. Ve srovnání s konzumenty masa bývá u vegetariánu častější neeemický deficit železa a nižší hladiny zinku u vegetariánských dětí. V případě veganské stravy je třeba doplňovat také vitamín B12. Pro veganskou stravu je statisticky také častější podvýživa. Rizika související s takovými stravovacími návyky pro děti jsou diskutována Jacobsem a Dwayerem.
V roce 2016 zavedla Čína nové směrnice o stravování, jejichž cílem je snížit spotřebu masa o 50 % a tím snížit emise skleníkových plynů o 1 miliardu tun do roku 2030.

## Srovnání průmyslového a pastebního chovu hospodářských zvířat
Hovězí a mléčný skot může mít obzvlášť vysoké emise skleníkových plynů. Krmivo významným způsobem přispívá k emisím u zvířat vyrůstajících v průmyslových chovech, protože průmyslová krmiva musí být ve výrobním procesu hnojena, zavlažována, zpracovány na krmivo, balena a poté přepravovány do chovů. V roce 2005 představovaly, podle Institutu Worldwatch, průmyslové chovy 74 % světové produkce drůbeže, 50 % produkce vepřového masa, 43 % produkce hovězího masa a 68 % produkce vajec. V rozvinutých zemích jsou tyto poměry výrazně vyšší, avšak i v rozvojových zemích tento poměr prudce narůstá.
V jedné studii bylo odhadnuto, že pasený skot produkuje o 40 % méně emisí skleníkových plynů než dobytek chovaný průmyslově. Dalším faktorem, který je třeba vzít v úvahu, je úloha zdravého ekosystému pastvin při zachycování uhlíku. Střídavé pasení přežvýkavců (skotu, ovcí, koz atd.) a drůbeže (kuřat, krůt atd.) na pastvinách podporují rychlou akumulaci ornice, která představuje hlavní propad uhlíku.
Vzhledem k tomu, že průmyslová produkce masa je vysoce centralizovaná, je dalším zdrojem emisí skleníkových plynů převoz zvířat na porážku a poté do vzdálené maloobchodní prodejny . To však může být víceméně kompenzováno sníženou přepravou krmiv, protože chovy se nacházejí ve výrobních oblastech.
V živočišné výrobě se sníží emise využitím odpadů z potravinářské výroby. Například v Nizozemí pochází v současné době 70 % krmiv z potravinářského průmyslu.

## Ujetá vzdálenost a způsob průjezdu
Emise uhlíku z dopravy představují 11 % celkových emisí uhlíku v potravinářském průmyslu. Nicméně "potravní míle" jsou velmi zavádějící opatření; v mnoha případech mohou potraviny dovážené z druhé strany světa mít nižší uhlíkovou stopu než místní ekvivalent, kvůli rozdílům v metodách chovu. Kampaně prosazující "místní potraviny" mohou být někdy motivovány spíšeprotekcionismem než skutečnou ekologickou zátěží.